# 167 أوردا
اوردا 167  هو كويكب صغير يتخذ مداراً حول الشمس، اوردا 167 كويكب من عائلة كورونيس و هي عائلة من الكويكبات تقع في حزام الكويكبات بين المريخ والمشتري. وقد تم اكتشافه في28 أغسطس 1876 من قبل الفلكي الأمريكي كريستسيان هنري فريدريك بيترز في كلينتون، نيويورك، وسميت URD، من الميثولوجيا الإسكندنافية
اوردا 167  كويكب من النوع أس أو (S-type) و هي كويكبات ذات تركيبة صخرية تتكون بشكل أساسي من الحديد وسيليكات الماغنيسيوم
في عام 2002، تم تقدير قطره 37.93 ± 3.17 كم من قبل مختبر ميكوس الفضائي مع بياض 0.2523 ± 0.0448 

## المنشأ
اوردا 167  كويكب من عائلة كورونيس و هي عائلة من الكويكبات تقع في حزام الكويكبات بين المريخ والمشتري المسلم به عموما ان كويكبات كورونيس تشكلت من بقايا حطام حادث اصطدام كارثي بين جسمين فلكين أو تحطم جسم جرم فلكي متاجنس، وبالتالي تشترك في نفس العمر وتاريخ التشكل . اشارت عمليات الرصد إلى ان السطوع المرصود لكويكبات كورونيس مختلف من كويكب إلى اخر وهذا يعود إلى تفاوت احجامها ونتيجة لدورانها، ولزمن الرصد.

## اقرأ أيضا
- حزام الكويكبات
- عائلة كورونيس
- كوكب قزم
- كويكب من النوع أس
- كورونيس 158
- لكريمسا 208
- 263 درسدا
- 277 الفيرا

## وصلات خارجية
- Astronomical studies of the Koronis Family
- Spins on Koronis family
- 167 أوردا في قاعدة بيانات مختبر الدفع النفاث لأجرام النظام الشمسي الصغيرة

- الاكتشاف · مخطط المدار ·  Urda#elem العناصر المدارية · المعلمات المادية